# Жибервиль
Жиберви́ль (фр. Giberville) — коммуна во Франции, находится в регионе Нормандия, департамент Кальвадос, округ Кан, кантон Иф. Пригород Кана, расположен в 7 км к востоку от центра города.
Население (2018) — 4 951 человек. 

## Достопримечательности
- Церковь Святого Мартина XIV века
- Шато Булье (Château Boullier) XVIII века

## Экономика
В начале XX века на территории Жибервиля был открыт металлургический завод компании SMN, способствовавший росту населения города. В 1993 году завод был закрыт; сейчас на территории бывшей промышленной зоны находятся сервисные и логистические компании, в том числе офис компании UPS.
Структура занятости населения:
- сельское хозяйство — 0,2 %
- промышленность — 11,9 %
- строительство — 27,7 %
- торговля, транспорт и сфера услуг — 40,2 %
- государственные и муниципальные службы — 20,0 %.

Уровень безработицы (2017) — 13,8 % (Франция в целом —  13,4 %, департамент Кальвадос — 12,5 %). 

Среднегодовой доход на 1 человека, евро (2018) — 20 120 (Франция в целом — 21 730, департамент Кальвадос — 21 490).

## Демография
Динамика численности населения, чел.

## Администрация
Пост мэра Жибервиля с 2008 года занимает коммунист Жерар Ленвё (Gérard Leneveu). На муниципальных выборах 2020 года возглавляемый им список коммунистов был единственным.
| Период | Период | Фамилия          | Партия                  | Примечания |
| ------ | ------ | ---------------- | ----------------------- | ---------- |
| 1977   | 2008   | Жан-Франсуа Роми | Коммунистическая партия |            |
| 2008   |        | Жерар Ленвё      | Коммунистическая партия |            |

## Города-побратимы
- Мурло, Италия